# Michał Pazdan
Michał Pazdan ([ˈmixaw ˈpazdan] Cracovia, Polònia, 21 de setembre de 1987), és un futbolista internacional polonès que juga de defensa en el Legia de Varsòvia de l'Ekstraklasa polonesa.

## Biografia
Pazdan va començar la seva carrera futbolística en un equip de la seva ciutat natal, el Hutnik Kraków. Va començar en les categories inferiors, fins que en la temporada 03-04 passa a formar part de la primera plantilla del club.
El 2007 fitxa pel seu actual equip, el Górnik Zabrze. Amb aquest equip va debutar en la Ekstraklasa. Va ser el 14 de setembre de 2007 en un partit contra el Polonia Bytom. Aquesta temporada disputa 19 partits de lliga, 17 d'ells com a titular, i ajuda a l'equip a acabar vuitè en la classificació.

### Internacional
Ha estat internacional amb la Selecció de futbol de Polònia en 11 ocasions. El seu debut com a internacional es va produir el 15 de desembre de 2007 en un partit contra Bòsnia i Hercegovina en el qual el seu equip es va imposar per un gol a zero.
Va ser convocat per participar en la Eurocopa d'Àustria i Suïssa de 2008, encara que no va arribar a disputar cap partit en aquest torneig.

## Clubs
| Club                  | País    | Any       |
| --------------------- | ------- | --------- |
| Hutnik Kraków         | Polònia | 2003-2007 |
| Górnik Zabrze         | Polònia | 2007-2012 |
| Jagiellonia Białystok | Polònia | 2012-2015 |
| Legia de Varsòvia     | Polònia | 2015-     |